# Baggelhuizen
Baggelhuizen is een woonwijk in Assen.
Deze woonwijk werd aangelegd begin jaren 70 van de 20e eeuw. Ze is vernoemd naar de gelijknamige buurtschap die er voordien lag, en die uit slechts enkele huizen en boerderijen bestond. Er werden 1800 nieuwbouwwoningen in deze wijk gebouwd, waarin 5000 mensen woonden (1993), een aantal dat sindsdien, door gezinsverdunning, gedaald is tot 4700 (in 2000). Een enkele boerderij van het oude Baggelhuizen is nog aanwezig.
De ruime huizen worden vooral door midden- en hoge inkomensgroepen bewoond en er werd ook geëxperimenteerd. Zo werden er door Ben van Tongeren 252 huizen neergezet die eventueel met elkaar verbonden konden worden, zodat er, indien gewenst, woongemeenschappen konden worden gesticht. Deze huizen kregen de bijnaam communewoningen.
De wijk ligt dicht bij groengebieden, zoals de Baggelhuizerplas, maar er is ook sprake van geluidsoverlast, onder meer door de nabijheid van het TT-Circuit Assen, een schietterrein, sportvelden en de A 28.

## Voorzieningen
Tot de voorzieningen behoren een buurtcentrum, De Schakel genaamd, dat reeds bestond voordat de wijk werd gebouwd, omdat het aanvankelijk bij het dorp Witten hoorde, dat in 1973 door de A28 van de wijk werd gescheiden. Ook is er een bescheiden winkelcentrum, dat pas in een laat stadium is aangelegd, aangezien het Asser stadscentrum betrekkelijk dichtbij gelegen is.
De school voor lager- en kleuteronderwijs, in 1973 geopend, was in zoverre uniek dat hier het openbaar onderwijs (OBS Baggelhuizen) en het protestants-christelijk onderwijs (De Wijngaard, later Het Octaaf) in eenzelfde gebouw gehuisvest werden. De scholen zijn gesloopt en vervangen door woningbouw. In 2010 werd de multifunctionele accommodatie Het Schakelveld aan de Witterstraat geopend, waar onder meer beide basisscholen en De Schakel onderdak kregen.
De straten in de wijk zijn genoemd naar streken in Noordoost-Nederland.